# Yuri de Goguryeo
El Rey Yuri fue el segundo gobernante de Goguryeo, el más norteño de los Tres Reinos de Corea. Fue el mayor de los hijos del fundador del reino, el rey Dongmyeongseong. Como muchos otros gobernantes coreanos, la mayor parte de su vida es conocida por medio del Samguk Sagi, registro histórico de los tres reinos coreanos escrito en chino clásico.o

## Orígenes
Yuri fue hijo de Jumong, fundador de Goguryeo. Yuri fue criado por su madre en el mismo lugar donde su padre creció. Lady Ye, madre de Yuri, y él viajaron posteriormente a Goguryeo para ver a su padre.
El rey Jumong proclamó a Yuri como el heredero de la corona de Goguryeo. Este designio no fue compartido por Onjo y Biryu, hijos de Soseono, quienes posteriormente viajaron al sur y fundaron el reino de Baekje, y más tarde morirían en Michuhol. Yuri fue proclamado rey luego de la muerte de Jumong.

## Reinado
Yuri es descrito como un rey poderoso y exitoso en el ámbito militar. En el 3 d. C. mudó la capital de su reino a la fortaleza de Gungnae y posteriormente, en el 9, conquistó a las tribus de Xiongnu.
Con la llegada de Wang Mang al poder en China, luego de derrocar a la Dinastía Han, comenzó la inestabilidad en Goguryeo, pues eran constantes las solicitudes de Wang Mang para que fueran enviadas tropas a que le ayudaran en la conquista de Xiongnu. Yuri lo rechazó en numerosas ocasiones y, por el contrario, atacó a los Xin.
Tuvo cinco hijos, entre ellos figuran Hae-Myung, y Muhyul. Hae-Myung fue proclamado príncipe heredero del país después de la muerte de Dojul, pero a pesar de que era el mayor de los hijos del rey Yuri, él lo consideró muy imprudente y desobediente; por ello fue reemplazado por Muhyul, el menor de los hijos de Yuri, en el 14 d. C. Muhyul gobernó después con el nombre de Daemusin.
Un poema dictado por Yuri y escrito para su concubina favorita, Chihui, ha sobrevivido hasta estos días; lleva por título Hwangjoga (황조가/黃鳥歌), en español titula "El Canto del Ave Amarilla".

## Sucesión
El rey Yuri murió en el 18 d. C., después de gobernar durante 37 años. Fue sucedido por el menor de sus hijos, Muhyul.